# Дроздов Микола Миколайович
Микола Миколайович Дроздов (рос. Николай Николаевич Дроздов; нар. 20 червня 1937, Москва, Російська РФСР) — радянський і російський вчений-зоолог, телеведучий, доктор біологічних наук, професор МДУ, громадський діяч. З 1975 року є ведучим телепередачі «У світі тварин».

## Біографія
Народився 20 червня 1937 року в Москві, РРФСР.
У 1968 році захистив кандидатську дисертацію на тему «Культурні ландшафти аридних областей СРСР і їх орнітофауна». Після захисту працює на кафедрі біогеографії географічного факультету МГУ, пройшовши шлях від молодшого наукового співробітника до професора. Читає курси екології, орнітології, охорони природи, біогеографії світу, виступає з лекціями.
У 1968 році вперше виступив в телепередачі «У світі тварин». Був науковим консультантом фільмів про тварин «Чорна гора», «Ріккі-Тіккі-Таві» та інших. З 1977 року — ведучий «У світі тварин».
З 1971 по 1972 роки проходив 10-місячну наукове стажування на факультеті зоології Австралійського національного університету (Канберра, Австралія). Свої подорожі по Австралії описав у книзі «Політ бумеранга».
У 1975 працював у складі радянської делегації на XII Генеральної асамблеї Міжнародного союзу охорони природи і природних ресурсів (МСОП) в місті Кіншаса (Заїр).
У 1979 здійснив сходження на вершину Ельбрусу.
У 1980 році брав участь у 4-місячній експедиції ЮНЕСКО на науково-дослідному судні АН СРСР «Каллісто» на острови Фіджі, Тонга і Самоа.
У 1989 році включений до Почесного списку провідних екологів і фахівців з охорони навколишнього середовища всіх країн світу «Глобал-500» ЮНЕП.
У 1992 році нагороджений «Золотою пандою» («Зелений Оскар») «3а видатне досягнення» на кінофестивалі фільмів про природу в місті Брістолі (Велика Британія).
У 1993 і 1995 роках побував в експедиціях російського криголама «Ямал» до Північного полюса і по Північному морському шляху, та на судні «Дискаверер» вздовж узбережжя Аляски і Канади.
У 1995 році став Лауреатом премії ЮНЕСКО в галузі популяризації науки «Калинга» за 1994 рік, володарем срібної медалі Альберта Ейнштейна.
Член Міжнародного Клубу дослідників (1994) і Нью-Йоркської академії наук (1995).
У 2000 році захистив дисертацію на здобуття наукового ступеня доктора біологічних наук на тему «Фауна, тварина населення і охорона біологічного різноманіття в аридних регіонах Землі».
У 2002 році в складі Міжнародної експедиції здійснив висадку на Північний полюс і прожив тиждень в льодовому таборі «Барнео».
Озвучував російський переклад ряду кінофільмів студії BBC про природу та Девіда Аттенборо.

## Громадська діяльність
- Активно виступає на захист тварин і їх збереження середовища проживання. Багато років плідно співпрацює з вітчизняними та міжнародними природоохоронними організаціями.
- Підтримує організації та осіб, що сприяють охороні природи[5].
- Останнім часом пропагує здоровий спосіб життя і вегетаріанство (вегетаріанець із 1975 року, за іншими даними із 1970[6]).[7][8]
- Підтримує тісні зв'язки з РПЦ.
- Ініціатор та співголова російської культурно-патріотичної програми «Прапор Перемоги»[9][10].

## Громадянська позиція
Підтримує Володимира Путіна і його політику. Брав участь в агітаційній кампанії Путіна 2012 року. Підписав листа на підтримку політики Путіна щодо України.
Вважає відокремлення України та Білорусі від Росії реалізацією планів Гітлера.
У липні 2017 року відвідав окупований Росією Крим, вперше був учасником міжнародного дитячого кінофестивалю «Алые паруса» у Артеку. Внесений у базу даних центру «Миротворець» як особа, яка свідомо порушила державний кордон України. Вважає цю подію власним досягненням.

## Родина
Народився в родині науковців. Батько — Микола Сергійович Дроздов (1902–1963), професор кафедри органічної хімії 2-го Московського медичного інституту. Мати — Надія Павлівна Дрейлінг (1906–1993), лікар-терапевт 5-ї міської лікарні Москви, працювала під керівництвом академіка П. Е. Лукомського, була його незамінним помічником.
Дружина — Тетяна Петрівна Дроздова, працює викладачем біології в Московському Палаці творчості дітей та юнацтва. Дочки: Надія (біолог) і Олена (ветеринар). Онук — Філарет.

## Наукові праці

### Книги
- Второв П. П.[ru], Дроздов М. М. Біогеографія. Київ: Вища школа, 1987.
- Второв П. П., Дроздов Н. Н. Биогеография материков. — М.: Просвещение, 1974. — 224 с. (2-е издание — 1979, 208 с.) (рос.)
- Второв П. П., Дроздов Н. Н. Рассказы о биосфере. — М.: Просвещение, 1976. — 128 с. (рос.)
- Второв П. П., Дроздов Н. Н. Биогеография. — М.: Просвещение, 1978. — 271 с. — 37 000 экз. (ИБ № 1875); 2 изд. М.: Владос-Пресс, 2001. 302, [2] с. : 8 л. ил. (рос.)
- Второв П. П., Дроздов Н. Н. Определитель птиц фауны СССР. — М.: Просвещение, 1980. — 256 с. — 100 000 экз. (ИБ № 4169) (рос.)
- Воронов А. Г., Дроздов Н. Н., Мяло Е. Г. Биогеография мира. — М.: Высшая школа, 1985. — 272 с. (переиздания: 1999, 2002, 2003) (рос.)
- Бабаев А. Г., Дроздов Н. Н., Зонн И. С., Фрейкин З. Г. Пустыни. — М.: Мысль, 1986. — 318 с. — (Природа мира). — 100 000 экз. (ИБ № 2002) (рос.)

### Статті
- Второв П. П., Дроздов Н. Н. Летне-осеннее население птиц таёжных ландшафтов Вологодской области // Орнитология. 1960. Вып. 3. С. 131—138. (рос.)
- Второв П. П., Дроздов Н. Н. Некоторые аспекты количественного анализа населения птиц // Орнитология в СССР. Кн. 1. Ашхабад, 1969. С. 188—202. (рос.)
- Банников А.Г, Второв П. П., Дроздов Н. Н. В национальном парке Вирунга // Природа. 1976. № 8. С. 108—120. (рос.)
- Второв П. П., Дроздов Н. Н. Кахузи-Бьега — обитель гориллы // Природа. 1976. № 10. С. 112—123. (рос.)
- Дроздов Н. Н. Петр Петрович Второв // Московские орнитологи. М.: изд-во Московского университета. 1999. С. 84-99. (рос.)

## Нагороди
- Орден «За заслуги перед Вітчизною» IV ступеня (2011 рік)[25].
- Орден Дружби.
- Орден Пошани (2006)[26].
- Нагородна холодна зброя — офіцерський кортик[27].
- Премія Калінгі (ЮНЕСКО) за популяризацію науки.
- Медаль ЮНЕСКО імені Альберта Ейнштейна.
- Почесний диплом Всесвітнього фонду охорони природи «За видатний внесок у справу охорони природи в Росії і в усьому світі».
- Велика Костянтинівська медаль Російського географічного товариства (вручена вперше за 80 років, як пам'ятний сувенір, без статусу нагороди)[28].
- Орден святителя Макарія, митрополита Московського, II ступеня (2012 рік)[29].